# Dunet vejbred
Dunet vejbred (Plantago media) er en op til 40 cm høj urt med tæt hvidhårede, rosetstillede blade. Den vokser på tørre bakker og enge. Blomsterne dufter svagt.

## Beskrivelse
Dunet vejbred er en flerårig urt med rosetstillede blade og oprette, blomsterbærende skud. Bladene er helrandede, lodne og buenervede. Blomsterstanden er et smalt aks med bittesmå, hvide blomster, der har dominerende, lyserøde støvdragere. Frugterne er buddiker (kapsler med låg) med få frø.
Rodnettet er tæt trævlet og når vidt omkring og dybt ned.
Højde x bredde og årlig tilvækst: 0,30 × 0,20 m (30 × 20 cm/år).

## Voksested
Dunet vejbred findes hist og her i de østlige dele af Danmark samt omkring Limfjorden. Den er i øvrigt sjælden eller mangler helt. Den foretrækker tør, kalkrig eller leret jord på bakker og enge, hvor den optræder sammen med andre, typiske overdrevsplanter.
Ved Sletterhage på Djursland findes en typisk overdrevsvegetation. Her vokser arten sammen med bl.a. almindelig blåmunke, almindelig hjertegræs, almindelig knopurt, almindelig kællingetand, almindelig merian, almindelig pimpinelle, almindelig rapgræs, almindelig revling, almindelig skjolddrager, almindelig slangehoved, almindelig star, almindelig voldtimian, bidende stenurt, bjergrørhvene, blodrød storkenæb, blågrøn star, blågrøn star, engrørhvene, femhannet pil, gul rundbælg, harekløver, hjorterod, knoldet mjødurt, kornet stenbræk, krybhvene, kærsnerre, kærtidsel, lancetbladet høgeurt, lav tidsel, liden klokke, lægehundetunge, markbynke, markkrageklo, marktusindgylden, rødknæ, sandfrøstjerne, sandkryb, sandrottehale, smalbladet høgeurt, sumpsnerre, sød astragel, sølvpotentil og tjærenellike

## Note
1. ↑  Dansk botanisk forening: Højsommerekskursion til Djursland i august 2007